# مامونوفو
مامونوفو (به روسی: Мамоново) شهری در کشور روسیه و در اوبلاست کالینینگراد واقع شده‌است. این شهر پیش از سال ۱۹۴۵ به عنوان بخشی از آلمان هایلیگنبایل (به آلمانی: Heiligenbeil) نامیده می‌شد.